# Ère Hōreki

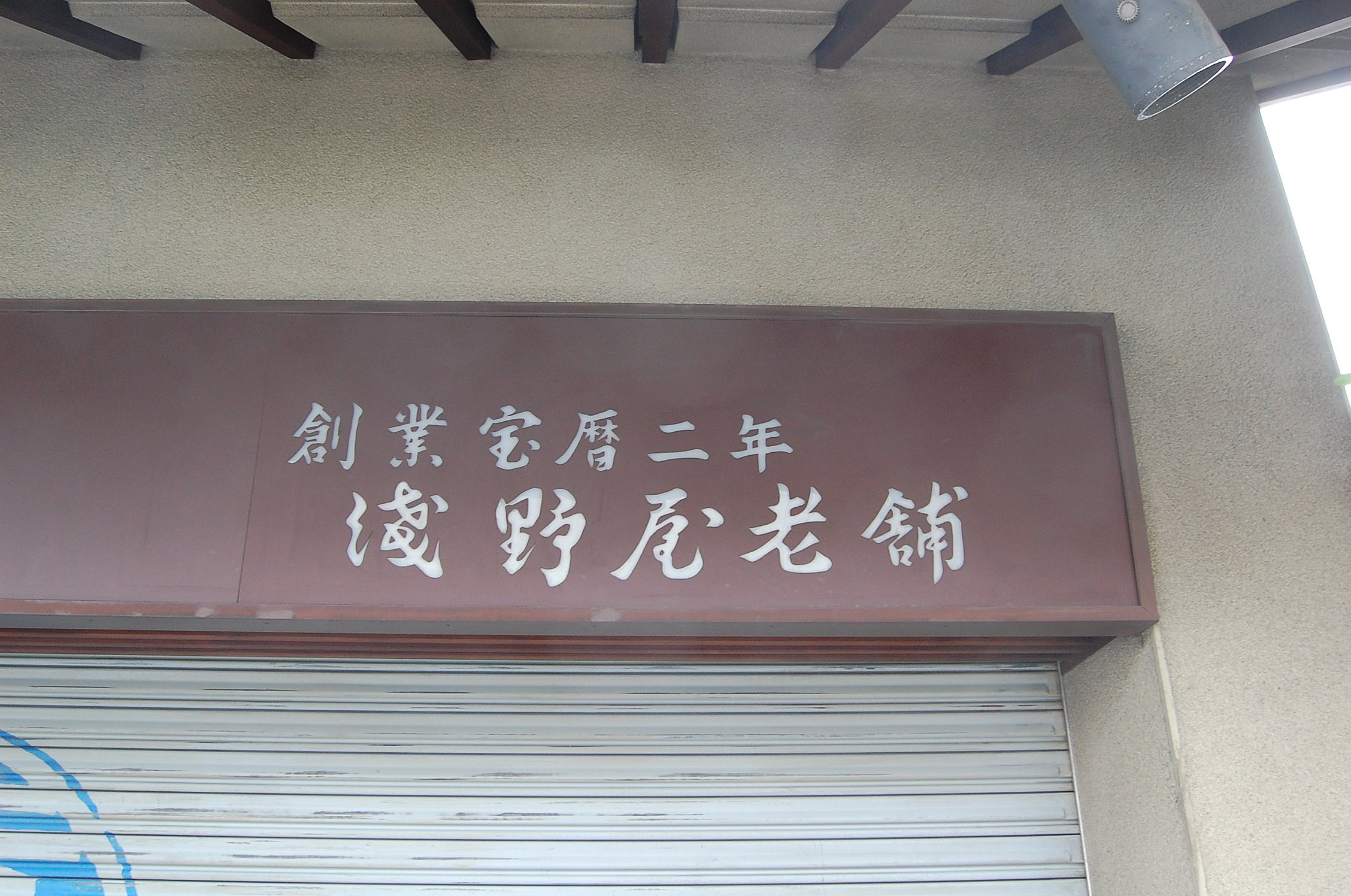
Établissement fondé la deuxième année d'Horeki (1752 apr. J.-C.)

L'ère Hōreki (宝暦) est une des ères du Japon (年号, nengō, littéralement « le nom de l'année ») suivant l'ère Kan'en et précédant l'ère Meiwa. Elle couvre la période qui s'étend du mois d'octobre 1751 au mois de juin 1764. L'empereur et l'impératrice régnants sont Momozono-tennō (桃園天皇) et Go-Sakuramachi-tennō (後桜町天皇).

## Changement de l'ère
- 1751 Hōreki 1 (宝暦元年?) : la nouvelle ère Hōreki (« Calendrier précieux » ou « Almanach précieux ») passe pour avoir été créée afin de marquer la mort de l'empereur retiré Sakuramachi et la mort de l'ancien shogun Tokugawa Yoshimune.

L'ère précédente se termine et la nouvelle ère commence en Kan'en 4, le 27e jour du 10e mois ; cependant, cette nengō est promulguée rétroactivement. Le Keikō Kimon atteste que le calendrier a été modifié par ordre impérial et l'époque renommée Hōreki le 2 décembre 1754, qui serait alors devenu le 19e jour du 10e mois de la 4e année de Hōreki.

## Évènements de l'ère Hōreki
- Hōreki 2 (1752) : arrivée d'une ambassade des îles Ryūkyū[4].
- Hōreki 2 (1752) : on construit le temple du mont Yeï san à Miyako[5].
- Hōreki 3 (1753) : le shogun distribue de l'argent à tous ses officiers dont le revenu n’excède pas 1 000 koku[6].
- Hōreki 4 (1754) : incident de la lutte contre les inondations de l'ère Hōreki
- Hōreki 5 (1755) : on construit le portail du temple To yeï san à Edo[5].
- Hōreki 7 (1757) : Yin man-no miya se rend à Yoshino[7].
- Hōreki 10 (1760) : le shogun Ieshige démissionne et son fils Ieharu devient le 10e shogun du shogunat Tokugawa[8].
- Hōreki 12 (1762) : l'empereur Momozono abdique en faveur de sa sœur[8] et meurt peu après.
- Hōreki 13 (1763) : fondation dans le district Kanda d'Edo d'une association marchande qui fait commerce du ginseng de Corée[9].
- Hōreki 14 (1764) : des patates douces sont exportées d'Edo en Corée. La récolte alimentaire en Corée est le résultat d'une mission diplomatique[10].